# Rhys Chatham
 Der er for få eller ingen kildehenvisninger i denne artikel, hvilket er et problem. Du kan hjælpe ved at angive troværdige kilder til de påstande, som fremføres i artiklen.

Rhys Chatham (født 19. september 1952, New York) er amerikansk komponist, guitarist og trompetist.
Han var den betydeligste fornyer af amerikansk guitarkompositationsmusik i anden halvdel af 1900-tallet og en afgørende inspiration for noise rock og post-rock i 1980'erne og 1990'erne. 

## Diskografi
- Factor X. CD, Moers Music, 1983.
- Die Donnergötter. CD/LP, Dossier Records ; Table of the Elements, Radium, 2006.
- Neon. CD/LP, Ninja Tune, Ntone, 1996.
- Septile. CD/LP, Ninja Tune, Ntone, 1997.
- Hard Edge. CD, The Wire Editions, 1999.
- A Rhys Chatham Compendium: 1971-1989. CD, Table of the Elements, 2002.
- An Angel Moves Too Fast to See. 3xCD Box, Table of the Elements, 2003.
- Echo Solo. LP, Table of the Elements, Azoth, 2003.
- Three Aspects of the Name. LP, Table of the Elements, Lanthanides, 2004.
- Two Gongs. CD, Table of the Elements, Radium, 2006.
- An Angel Moves Too Fast to See. CD/LP, Table of the Elements, Radium, 2006.
- A Crimson Grail. CD, Table Of The Elements, Radium, 2007.

### Apparitions dans des compilations
- From The Kitchen Archives No. 3. Amplified: New Music Meets Rock, 1981-1986. CD, Orange Mountain Music, 2006.
- A Field Guide to Table of the Elements. 2xCD, Table of the Elements, 2006.